# Стела (Небраска)
Стела (енгл. Stella) град је у америчкој савезној држави Небраска.

## Демографија
По попису из 2010. године број становника је 152, што је 68 (-30,9%) становника мање него 2000. године.
| Група             | 2000.       | 2010.       |
| Белци             | 211 (95,9%) | 149 (98,0%) |
| Афроамериканци    | 0 (0,0%)    | 0 (0,0%)    |
| Азијати           | 0 (0,0%)    | 1 (0,7%)    |
| Хиспаноамериканци | 5 (2,3%)    | 1 (0,7%)    |
| Укупно            | 220         | 152         |